# Poul Andersen
Poul Andersen (Otterup, 28 november 1953) is een voormalig betaald voetballer uit Denemarken, die als verdediger speelde. Hij beëindigde zijn actieve loopbaan in 1982 bij Odense BK. Met die club won hij tweemaal de Deense landstitel.

## Interlandcarrière
Andersen kwam in totaal drie keer uit voor de nationale ploeg van Denemarken in de periode 1979–1980. Onder leiding van de Duitse bondscoach Sepp Piontek maakte hij zijn debuut op 29 augustus 1979 in de wedstrijd tegen Finland (0–0) in Mikkeli, net als doelman Ole Qvist (KB Frederiksberg), Frank Olsen (Aarhus GF), Poul Østergaard (Vejle BK), Finn Trikker (AaB Aalborg) en Klaus Berggreen (Lyngby BK).

## Erelijst
Odense BK
- Deens landskampioenschap

1977, 1982